# Championnat de Suisse de football de deuxième division 2012-2013
Navigation
Challenge League 2011-2012 Challenge League 2013-2014
Le championnat de Suisse de football de Challenge League 2012-2013 a débuté le 14 juillet 2012. 
Pour cette saison, le nombre de clubs participant au championnat de Challenge League passe de 16 à 10. Il n'y a eu aucun promu en D2 à l'issue de la saison 2011-2012, ni de relégué, le match de barrage entre le 9e de Super League, le FC Sion, et le 2e de Challenge League, le FC Aarau, s'étant terminé sur le score de 3 à 1 pour les Valaisans (3-0 à l'aller, 0-1 au retour).
À l'issue de la saison 2011-2012, ce ne sont donc pas moins de cinq clubs qui ont été relégués en Première Ligue Promotion (3e division). Il était initialement prévu que six clubs soient relégués, mais à la suite de la faillite du club de Super League Neuchâtel Xamax, le nombre de relégués de Challenge League a été ramené à cinq.

## Clubs pour la saison 2012-2013
| - FC Aarau - AC Bellinzone | - FC Bienne - FC Chiasso | - FC Locarno - FC Lugano | - FC Vaduz - FC Wil | - FC Winterthour - FC Wohlen |